# Roscoe Arbuckle
Roscoe Conkling Arbuckle (24 de marzo de 1887-29 de junio de 1933), conocido como Fatty Arbuckle, fue un actor cómico estadounidense del cine mudo.
Fue mentor de Charles Chaplin y descubrió a Buster Keaton y Bob Hope. Fue una de las estrellas mudas más populares e influyentes en los años 1910 y 1920, y uno de los actores mejor pagados en Hollywood, firmando un contrato en 1920 con Paramount Pictures por 14.000  dólares (equivalente a aproximadamente 175.000 dólares de 2018). Adoptó el apodo de Fatty, "Gordito" en inglés, a pesar de que dicho apodo solo lo usó profesionalmente, ya que lo detestaba.
Arbuckle fue uno de los actores más populares e influyentes de su época, aunque hoy en día es más conocido por "El escándalo Fatty Arbuckle"; fue acusado de violar y provocar la muerte a la actriz Virginia Rappe, y sus juicios se convirtieron en unos de los primeros "juicios-espectáculo" más famosos de Hollywood. A pesar de que Arbuckle fue absuelto de las acusaciones, la infamia resultante destruyó la carrera y la vida personal del artista.

## Primeros años

### De Kansas a California
Nacido en Smith Center, Kansas, hijo de Mollie y William Goodrich Arbuckle, ya acumulaba varios años de experiencia en el Vodevil, incluyendo trabajos en el Idora Park de Oakland, California, cuando empezó su carrera cinematográfica con la compañía Selig Polyscope. Allí adquirió el sobrenombre de Fatty (Gordito), a causa de su gordura.
Apareció esporádicamente en cortos de un rollo de Selig hasta 1913, y, después de una breve estancia en Universal, se convertiría en una de las estrellas de los Keystones Kops, del director-productor Mack Sennett.
Con el impulso de Sennet, Arbuckle alcanzó el estrellato con la serie de comedias Fatty and Mabel, donde hacía pareja con Mabel Normand, esposa de Sennett. En 1916 Arbuckle era una estrella tan conocida como Charles Chaplin, y la Paramount le ofreció el control total de sus películas, además de crear la Comique Film Corporation exclusivamente para él, acontecimiento único en la industria de la época.
El 6 de agosto de 1908 se casó con Araminta Estelle Durfee (1889-1975), hija de Charles Warren Durfee y Flora Adkins. Durfee interpretó el papel de esposa autoritaria en muchas de las primeras comedias, a menudo en compañía de Arbuckle.

### Tamaño y agilidad
A pesar de su gordura, Arbuckle era sorprendentemente ágil y gozaba de un gran dominio de su físico. Sus comedias son conocidas por su rapidez y dinamismo, llenas de escenas de persecuciones y muchos gags visuales. Arbuckle estaba particularmente encariñado con el momento llamado pastel en la cara, un cliché de la historia de la comedia muda.

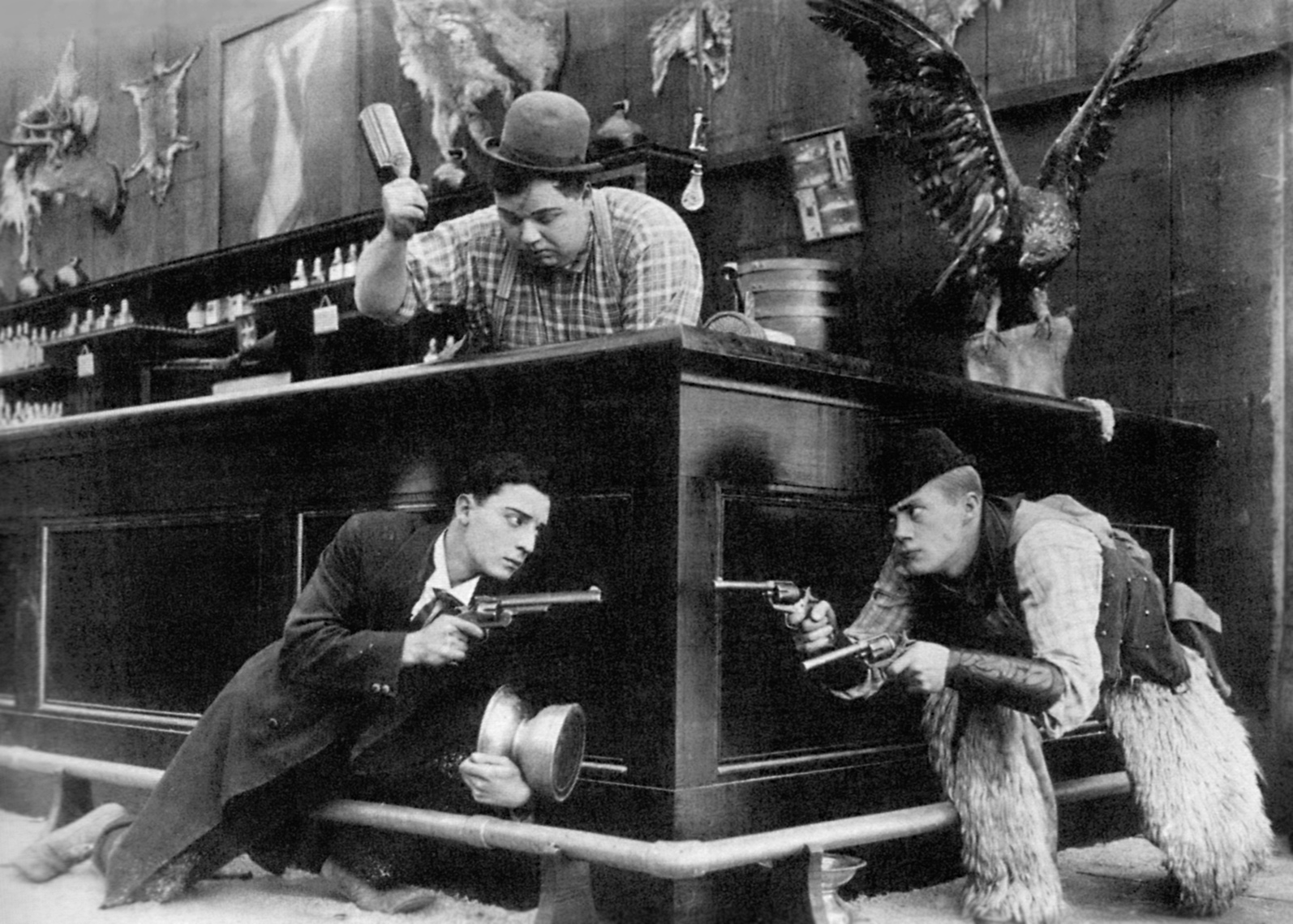
Roscoe Arbuckle y Buster Keaton en Out West (1918).

Según la leyenda, Arbuckle creó este gag después de un encuentro con el ejército de Pancho Villa en Río Grande, durante una actuación en El Paso, Texas. La historia cuenta que los Arbuckle estaban haciendo un picnic cerca del río cuando ellos y los hombres de Villa, que estaban en la otra orilla, empezaron a arrojarse fruta a uno y otro lado del río. El momento estelar fue cuando Arbuckle derribó a uno de los hombres de su caballo arrojándole un manojo de plátanos, cosa que hizo que a Villa le entrara un ataque de risa.[cita requerida]

### Buster Keaton
Arbuckle proporcionó a Buster Keaton su primer papel en la industria del cine, con el corto de 1917 The Butcher Boy. Ambos cómicos forjaron una estrecha amistad, que no flaqueó cuando Arbuckle fue duramente golpeado por la tragedia, y la subsiguiente depresión y decadencia que vendrían después. En su autobiografía, Keaton describió a Arbuckle como un hombre de naturaleza bromista, y artífice, junto al propio Keaton, de elaborados gags y esquemas cómicos que pusieron al servicio de figuras de la comedia del cine sonoro (que significó la casi desaparición de ambos cómicos como estrellas de cine).

## El escándalo Arbuckle
En la cima de su carrera, Arbuckle fue contratado por los estudios Paramount a cambio de cobrar un millón de dólares al año, el mayor sueldo jamás pagado por un estudio hasta entonces. El 3 de septiembre de 1921, Arbuckle se tomó un descanso de su prolífica y vertiginosa producción fílmica, y se desplazó hasta San Francisco con sus amigos Lowell Sherman y Fred Fischbach. Se registraron en el hotel Saint Francis, dispuestos a dar una fiesta, para la cual invitaron a varias mujeres a su habitación. Durante el evento, una de ellas, una aspirante a actriz, de 30 años, llamada Virginia Rappe, cayó gravemente enferma y fue examinada por el doctor del hotel, que dictaminó que, probablemente, la mujer simplemente estaba borracha.
Rappe cayó en coma y murió tres días más tarde en el hospital de peritonitis, causada por perforación de la vejiga. Maude Delmont, amiga y compañera de Rappe en la fiesta, implicó a Arbuckle en el suceso, denunciando que la ruptura de vejiga se produjo mientras el actor violaba a Rappe con una botella. Arbuckle, seguro de su inocencia, rechazó tales acusaciones. Entonces Delmont lo denunció a la policía con la esperanza de llegar a un acuerdo monetario con los abogados de Arbuckle, pero el asunto se le fue de las manos.[cita requerida]
La carrera de Arbuckle está considerada por historiadores del cine como una de las grandes tragedias de Hollywood. El juicio se convirtió en un acontecimiento nacional y ocupaba las portadas de los periódicos, especialmente de los pertenecientes al imperio mitómano de William Randolph Hearst, que no dudaban en presentar en sus sensacionalistas crónicas al actor como culpable, haciendo juicios anticipados y predisponiendo a mucha gente a prejuzgar a Arbuckle ya como culpable. Después de dos juicios nulos, el 12 de abril de 1922 Arbuckle fue declarado no culpable de la muerte de Virginia Rappe. Su absolución en el tercer juicio se acompañó de una disculpa sin precedentes, ya que el jurado afirmaba que la absolución no era suficiente para Roscoe Arbuckle. "Sentimos que se ha hecho una gran injusticia con él... no había la más ligera prueba para acusarle de la comisión de un crimen", pero aun así su carrera artística quedó destruida.
A pesar de que Arbuckle fue absuelto de las acusaciones, la infamia resultante destruyó la carrera y la vida personal del artista. Diversas asociaciones de vigilancia de la moral habían pedido la pena de muerte en la horca para el actor, y los dueños de los estudios prohibieron a los amigos de Arbuckle en la industria cualquier muestra de apoyo público. Charles Chaplin estaba en Inglaterra por entonces; sin embargo, Buster Keaton, íntimo amigo de Arbuckle, hizo una declaración pública en apoyo de su amigo, resaltando que Arbuckle era una de las almas más amables y bondadosas que había conocido.
La Oficina Hays, organismo que controlaba y censuraba toda la producción cinematográfica, retiró y prohibió todas las películas de Arbuckle, aunque más tarde Will H. Hays declaró que deberían dejar al actor continuar trabajando en Hollywood. Irónicamente, una de las escasas películas que sobrevivieron a la prohibición, Leap Year, era uno de los dos únicos largometrajes acabados que la Paramount pensaba estrenar cuando se produjo el escándalo. Mientras que en Europa Arbuckle fue progresivamente rehabilitado tras su absolución, nunca lo fue en vida en Estados Unidos ni en Inglaterra.
Muchas de las películas de Arbuckle, incluyendo Life of the Party, solo sobreviven como meras impresiones con intertítulos en diversos idiomas (no en inglés). A pesar de que Life of the Party fue estrenada antes del escándalo, nadie se molestó en conservar las copias originales en lengua inglesa.
Recientemente, algunos de sus primeros cortometrajes (especialmente aquellos en los que aparecía junto a Charles Chaplin o Buster Keaton) han sido restaurados y estrenados en DVD.

### Versiones de una misma historia

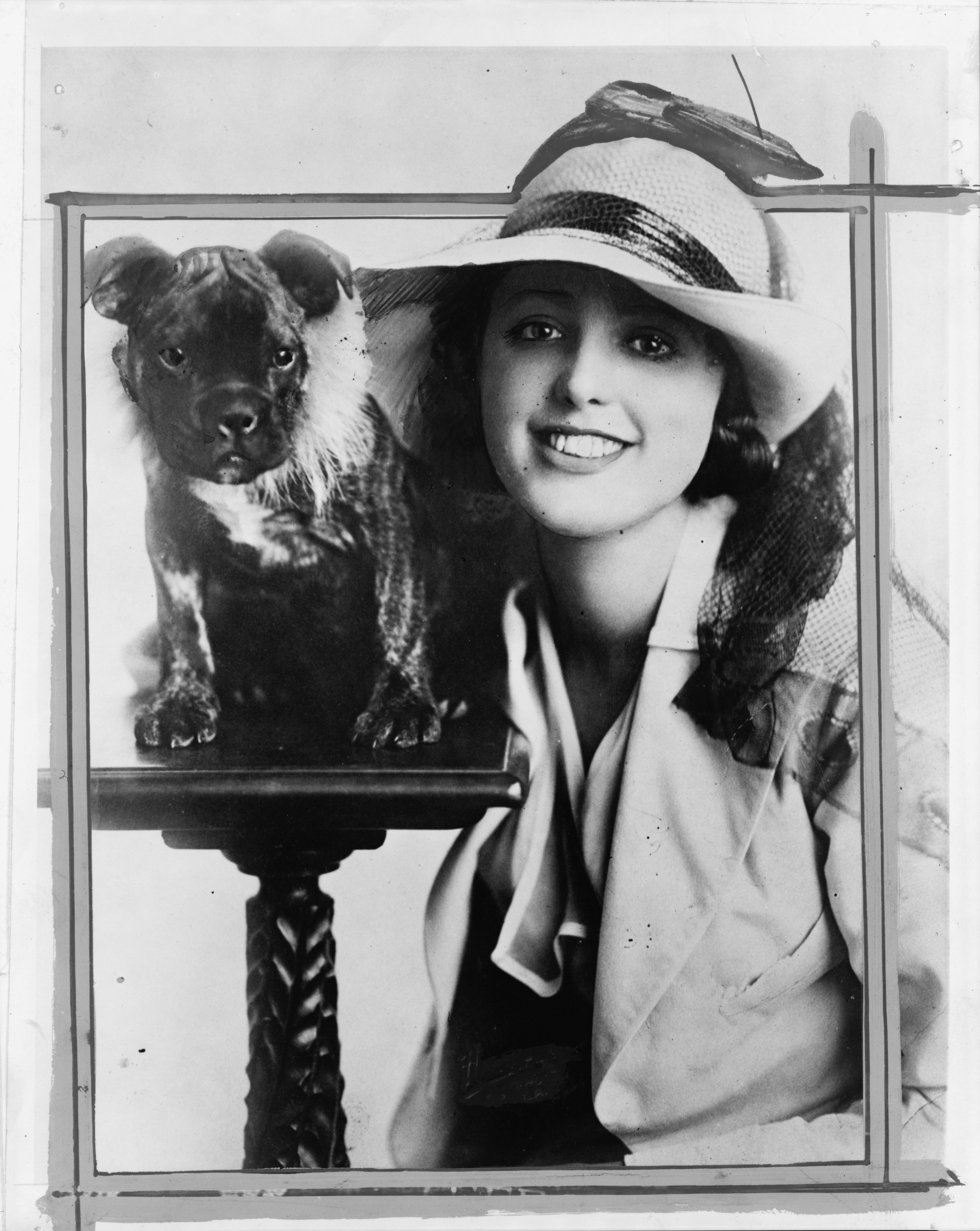
Virginia Rappe, hacia 1920.

Muchos detalles se comentaron durante los tres largos juicios a los que fue sometido Arbuckle, pero los más escabrosos fueron obra directa de los medios sensacionalistas, y, especialmente, de un hombre, William Randolph Hearst, que había encontrado una auténtica mina de oro con el escándalo del que era el más famoso actor cómico de su época.
Las historias (nunca comprobadas) sobre lo que pasó en las habitaciones 1219, 1220 y 1221 del Hotel Saint Francis, de San Francisco, el 5 de septiembre de 1921, hablaban incluso de que Arbuckle, con sus más de 120 kilos de peso, había fracturado en dos a Virginia Rappe; pero sobre todo de que, debido a su extremo grado de embriaguez, fue incapaz de penetrar a Virginia, por lo que tuvo que utilizar una botella de champán (otras versiones hablaban de una botella de Coca-Cola) o incluso un afilado trozo de hielo.
Según consta en las actas del juicio, Arbuckle llevó hasta su habitación del hotel un gramófono, varios discos, y abundante ginebra y whisky, desacatando directamente el Acta Volstead, que desde hacía un año prohibía la producción y venta de bebidas alcohólicas en todo el país. Después de 48 horas de fiesta, Virginia Rappe se incorporó al evento, donde fue recibida por Arbuckle en pijama (lo que provocó las acusaciones de que el actor caminaba semidesnudo por los pasillos del hotel). Virginia empezó a ingerir también grandes cantidades de alcohol, hasta que tuvo que ir al lavabo para vomitar, donde la encontró Arbuckle, encerrándose con ella durante quince minutos, tiempo suficiente, según la acusación, para cometer la violación.
Según los médicos que la examinaron poco después, los daños en la vejiga de Virginia Rappe podían haber sido consecuencia de un aborto mal practicado pocos días antes (algo que se obvió en los juicios), y agravados como consecuencia de la gran cantidad de alcohol ingerido mezclado con medicamentos. Fred Fischbach llenó la bañera con agua fría y trozos de hielo, donde fue colocada la mujer en un intento por reanimarla, mientras que Arbuckle colocó un pedazo aguzado de hielo dentro de la vagina de Rappe, en un intento de detener la hemorragia, lo que le valdría la acusación de haberla penetrado con un fragmento puntiagudo de esa misma sustancia.
Durante los juicios se presentó primero una versión totalmente idealizada de Virginia Rappe, como una joven actriz a la búsqueda de una oportunidad que cayó en las garras de una estrella depravada. Pero también salió a flote su oscuro pasado, que presentaba de tres a cinco abortos previos (operación prohibida e ilegal hasta los años 1970), prostitución ocasional. Pero todas estas historias entraban en la categoría de la rumorología, y de poco sirvieron en los tribunales.

## Últimos años
El 27 de enero de 1925 Arbuckle se divorció, en París, de Araminta Estelle Durfee, tras las alegaciones de ella de abandono y deserción. El 16 de mayo de 1925 Arbuckle contraería matrimonio con Doris Deane.
Arbuckle intentó volver a la realización de películas, pero la prohibición inmediata de todas sus películas tras su absolución no se lo permitió, y cayó en el alcoholismo. En palabras de su primera mujer: Roscoe solo pareció encontrar consuelo en el fondo de una botella.
Buster Keaton intentó ayudar a Arbuckle permitiéndole trabajar en algunas de sus películas, llegando a escribir el guion del cortometraje de Keaton Day Dreams. Arbuckle alegó haber codirigido algunas escenas de la película de Keaton El moderno Sherlock Holmes, pero es difícil saber cuánto de ese material llegó al montaje final de la película. Arbuckle también dirigió algunos de los cortometrajes menos conocidos de Educational Pictures, bajo el seudónimo de William Goodrich.
Una leyenda, nunca confirmada pero persistente, da una explicación inexacta del origen del seudónimo de Arbuckle. Según se dice, Keaton, bromista empedernido, sugirió que Arbuckle podría dirigir películas bajo el alias Will B. Good (literalmente «seré bueno»). Supuestamente, Arbuckle estuvo de acuerdo con él, pero reconociendo que el juego de palabras era demasiado obvio, y amplió el nombre para convertirlo en William B. Goodrich. Sin embargo, Arbuckle dirigió docenas de películas en las que su seudónimo aparecía en los créditos iniciales como William Goodrich, sin ninguna inicial entre el nombre y el apellido. El escritor e investigador británico David Yallop descubrió que el nombre completo del padre de Arbuckle era William Goodrich Arbuckle, con lo que dio una explicación mucho más razonable y plausible sobre el origen del seudónimo.

### Últimas películas
En 1929 Doris Deane solicitó el divorcio, en Los Ángeles, alegando abandono y crueldad. El 21 de junio de 1931 Arbuckle volvería a casarse con Addie Oakley Dukes McPhail, más tarde Addie Oakley Sheldon ([1906]), en Erie, Pensilvania. Poco antes de su matrimonio Arbuckle firmó un contrato con Jack Warner para protagonizar seis cortometrajes cómicos de dos rollos para Vitaphone, usando su nombre real. El 28 de junio de 1933, tras acabar la filmación del último de estos cortos, fue contratado por Warner Brothers para la realización de un largometraje; unas horas después, Arbuckle fallecería.
Los seis cortometrajes de Vitaphone, rodados en Brooklyn, constituyen los únicos registros grabados de la voz del cómico. Los actores Al St. John (sobrino de Arbuckle), Lionel Stander y Shemp Howard, aparecieron con Arbuckle en algunos de estos cortos. Cuando la Warner Brothers intentó reestrenar el primero de ellos, Hey, Pop!, en Inglaterra, la academia británica, citando el escándalo ocurrido una década antes con Arbuckle, no lo permitió.

### Final
Roscoe Arbuckle murió de un ataque al corazón el 29 de junio de 1933, en Hollywood. Solo tenía 46 años. Buster Keaton declaró repetidas veces que Arbuckle había muerto porque le habían roto el corazón. Pocas horas antes había firmado un nuevo contrato con Warner, que le hizo declarar: «Hoy es el día más feliz de mi vida». Fue incinerado y sus cenizas dispersadas en el océano Pacífico (la supuesta tumba de Arbuckle, situada en el Cementerio Woodlawn, en el Bronx, Nueva York, pertenece a Macklin Arbuckle, actor y primo de Roscoe Arbuckle).

## Arbuckle hoy
- El grupo de jazz Kesytone (llamado así en honor a las películas de Sennet), liderado por Dave Douglas, se ha dedicado a seleccionar películas mudas, en las que incorporan su propia música como acompañamiento. En su selección se ha buscado destacar las realizadas por Arbuckle, en un intento de reivindicar su memoria. Su primera presentación tuvo lugar en el Carnegie Hall, en abril de 2006.
- De abril a mayo de 2006, el Museo de Arte Moderno (MOMA) de la ciudad de Nueva York, expuso una gran retrospectiva de 56 películas, elaborada en gran parte con el material superviviente de la producción de Arbuckle. Los estrenos incluyeron The rounders (1914), donde apareció con Charles Chaplin, y Fatty and Mabel's Simple Life (1915), con Mabel Normand.
- El cómico y actor Jim Gaffigan suena como protagonista de la largamente esperada película biográfica sobre Roscoe Arbuckle, The life of the Party. Según la web Dark Horizons, Kevin Connor sería el futuro director. Después de que el también actor y cómico Chris Farley, quien fuera seleccionado para interpretar a Arbuckle, falleciera antes del rodaje, en 1997.

### Cobertura selecta enThe New York Times
- The New York Times del 12 de septiembre de 1921, pg. 1. "San Francisco, California; September 11, 1921. Roscoe ('Fatty') Arbuckle was arrested late last night on a charge of murder as a result of the death of Virginia Rappe, film actress, after a party in Arbuckle's rooms at the Hotel St. Francis. Arbuckle is still in jail tonight despite efforts by his lawyers to find some way to obtain his liberty".
- The New York Times del 13 de septiembre de 1921; pg. 1. "San Francisco, California; September 12, 1921. The Grand Jury met tonight at 7:30 o'clock to hear the testimony of witnesses rounded up by Matthew Brady (District Attorney) of San Francisco to support his demand for the indictment of Roscoe ('Fatty') Arbuckle for the murder of Miss Virginia Rappe".